# Łódźi vajdaság
A Łódźi vajdaság, lengyelül: województwo łódzkie, Lengyelország 16 vajdasága közül az egyik közigazgatási egység. A vajdaság az ország közepén helyezkedik el, Lengyelország geometriai középpontja is a vajdaság területén, Piątek községben található (Łódźtól mintegy 50 km-re északra). A vajdaság 1999-ben alakult korábbi adminisztrációs egységek összevonásával:
- a történelmi łódźi vajdaság egészéből,
- a Sieradzi vajdaság egészéből,
- a piotrkówi vajdaság legnagyobb részéből,
- a skierniewicei vajdaság legnagyobb részéből,
- a płocki, a kaliszi, a częstochowai, konini és radomi vajdaság egy részéből.

A Łódźi vajdaság a közép-európai alföld és a lengyel felföld határán helyezkedik el. Északi része tágas síkság, déli része enyhe dombvidék. A vajdaság határos a Nagy-Lengyelországi, Kujávia-pomerániai, Sziléziai és Opolei vajdasággal.

## Városai
A vajdaságban 44 város van, melyek közül 3 járási jogú. A népesség és terület adatok 2008. december 31-i állapotot adnak a GUS szerint.
| #  | Település            | Lakosság | Terület    |
| -- | -------------------- | -------- | ---------- |
| 1  | Łódź                 | 747 152  | 293,25 km² |
| 2  | Piotrków Trybunalski | 78 149   | 67,24 km²  |
| 3  | Pabianice            | 69 470   | 32,99 km²  |
| 4  | Tomaszów Mazowiecki  | 65 935   | 41,30 km²  |
| 5  | Bełchatów            | 61 496   | 34,64 km²  |
| 6  | Zgierz               | 58 055   | 42,33 km²  |
| 7  | Skierniewice         | 49 016   | 32,89 km²  |
| 8  | Radomsko             | 48 752   | 51,43 km²  |
| 9  | Kutno                | 46 830   | 33,59 km²  |
| 10 | Zduńska Wola         | 44 105   | 24,57 km²  |
| 11 | Sieradz              | 43 612   | 51,22 km²  |
| 12 | Łowicz               | 29 809   | 23,42 km²  |
| 13 | Wieluń               | 24 008   | 16,87 km²  |
| 14 | Opoczno              | 22 744   | 24,75 km²  |
| 15 | Aleksandrów Łódzki   | 20 684   | 13,82 km²  |
| 16 | Ozorków              | 20 407   | 15,46 km²  |
| 17 | Łask                 | 18 500   | 15,49 km²  |
| 18 | Konstantynów Łódzki  | 17 642   | 27,25 km²  |
| 19 | Rawa Mazowiecka      | 17 567   | 13,86 km²  |
| 20 | Łęczyca              | 15 269   | 8,95 km²   |
| 21 | Głowno               | 14 961   | 19,84 km²  |
| 22 | Koluszki             | 13 428   | 9,90 km²   |
| 23 | Brzeziny             | 12 331   | 21,58 km²  |
| 24 | Wieruszów            | 8692     | 5,97 km²   |
| 25 | Żychlin              | 8682     | 8,68 km²   |
| 26 | Zelów                | 8003     | 10,75 km²  |
| 27 | Poddębice            | 7840     | 5,87 km²   |
| 28 | Tuszyn               | 7124     | 23,25 km²  |
| 29 | Pajęczno             | 6719     | 20,23 km²  |
| 30 | Sulejów              | 6332     | 26,26 km²  |
| 31 | Działoszyn           | 6177     | 4,94 km²   |
| 32 | Krośniewice          | 4610     | 2,96 km²   |
| 33 | Drzewica             | 3958     | 4,81 km²   |
| 34 | Przedbórz            | 3765     | 6,05 km²   |
| 35 | Stryków              | 3535     | 8,15 km²   |
| 36 | Złoczew              | 3439     | 13,79 km²  |
| 37 | Warta                | 3400     | 10,85 km²  |
| 38 | Rzgów                | 3370     | 16,26 km²  |
| 39 | Biała Rawska         | 3231     | 9,53 km²   |
| 40 | Uniejów              | 2942     | 12,23 km²  |
| 41 | Kamieńsk             | 2850     | 11,99 km²  |
| 42 | Błaszki              | 2132     | 1,61 km²   |
| 43 | Szadek               | 2012     | 17,93 km²  |
| 44 | Wolbórz              | 2282     | 15,18 km²  |